# Ralph Qno Kunze
Ralph Qno Kunze (* 9. Mai 1971) ist ein Dresdner Musiker und Maler.
Der Trompeter und Schlagzeuger Ralph Qno Kunze prägte in den 1990er Jahren mit Bands wie Freunde der italienischen Oper, die Anfang der 1990er Jahre vielen Journalisten als beste und innovativste Band der neuen Länder galt,
entscheidend das Bild und dessen Wahrnehmung von progressiver Independentmusik über Dresdens und Deutschlands Grenzen hinaus. Musikalische Mitwirkung an bekannten Inszenierungen wie Wolfgang Engels „Faust-Trilogie“ am Staatsschauspiel Dresden sind dafür ein Beispiel.
Als Maler beschäftigt sich Kunze seit 1992 mit der bildenden Kunst, verbunden mit Studienaufenthalten in Georgien und Südafrika. Kunze vereint naive Malerei mit den Elementen der Pop Art.
Seit 2004 ist er Schlagzeuger des Elektro-Surf-Trash-Duos Mikrowelle, und seit 2005 arbeitet er mit Rummelsnuff zusammen.

## Bands
- Comic Connection (oder auch Cosmic Comic Connection Cowboys)
- Freunde der italienischen Oper
- C4Space
- Mikrowelle
- Rummelsnuff
- The Distorted Elvises